# سامر گیم فست
سامر گیم فِست (به انگلیسی: Summer Game Fest) یک رویداد زنده برای بازی‌های ویدیویی است که توسط روزنامه‌نگار بازی‌های ویدیویی، جف کیلی سازماندهی و میزبانی می‌شود. سامر گیم فست به‌صورت سالانه در طول فصل تابستان و در چندین رسانه پخش زنده برگزار می‌شود. این رویداد در سال ۲۰۲۰ به دلیل دنیاگیری کووید-۱۹ که به‌دنبال آن برجسته‌ترین رویدادهای صنعت بازی ویدیویی از جمله ای۳ و گیمزکام لغو شدند، ایجاد شد.